# Liste der Kulturdenkmale in Posterstein

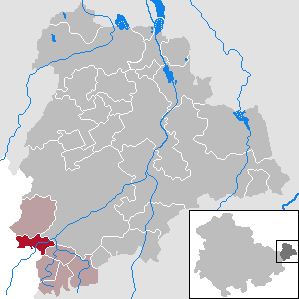

Die Liste der Kulturdenkmale in Posterstein enthält die Kulturdenkmale der ostthüringischen Gemeinde Posterstein im Landkreis Altenburger Land aufgelistet. Diese Liste basiert auf der Denkmalliste des Thüringisches Landesamt für Denkmalpflege und Archäologie.
Sie ist eine Teilliste der Liste der Kulturdenkmale im Landkreis Altenburger Land und damit auch der Liste der Kulturdenkmale in Thüringen.

## Kulturdenkmale in Posterstein
| Bild                           | Bezeichnung            | Lage                         | Datierung       | Beschreibung | ID    |
| ------------------------------ | ---------------------- | ---------------------------- | --------------- | --- | ----- |
| BW                             | Wohnhaus mit Schmiede  | Am Markt 6 (Karte)           |                 | Wohnhaus mit Schmiede und Scheune, Natursteinsockel mit Anbau in Fachwerkbauweise; auch bezeichnet als die „Schmiede im Schloßberge zu Posterstein“ | [ 1 ] |
| BW                             | Gehöft                 | Am Markt 8 (Karte)           |                 | annähernd Vierseithof mit Wohnhaus und Scheunen in Fachwerkbauweise | [ 1 ] |
| weitere Bilder Fotos hochladen | Gehöft                 | Am Markt 14 & 15 (Karte)     |                 | Wohnhaus eines Gehöft in Fachwerkbauweise | [ 1 ] |
| weitere Bilder Fotos hochladen | Burgkirche             | Burgberg (Karte)             | 16. Jahrhundert | spätgotische Burgkirche aus dem 16. Jahrhundert mit barocken Schnitzwerk von Johannis Hopf (1689) und 1901 hinzugefügten Glockenturm und Sakristei | [ 1 ] |
| weitere Bilder Fotos hochladen | Burg Posterstein       | Burgberg 1 (Karte)           | 12. Jahrhundert | Burg mit Brücke, Park und Einfriedung, mittelalterliche Ministerialenburg aus dem 12. Jahrhundert, in Renaissancezeit überbaut, seit 1952 befindet sich in der Burg das kulturhistorisches Museum des Landkreises Altenburger Land                                                                                 | [ 1 ] |
| weitere Bilder Fotos hochladen | Herrenhaus Posterstein | Burgberg 5, 5a, 5b (Karte)   | 18. Jahrhundert | als Herrenhaus des ehemaligen Ritterguts im 18. Jahrhundert errichtet, von 1956 bis 1992 als Kinderheim genutzt, nach Umbau 2016-2019 heute als Ferienwohnung und Cafe benutzt | [ 1 ] |
| weitere Bilder Fotos hochladen | Gehöft                 | Dorfstraße 9 (Karte)         | 16. Jahrhundert | Vierseit-Fachwerkhof aus dem 16. Jahrhundert, 2002 saniert und heute als Pension „Kunst- und Kräuterhof Auenhof“ betrieben. | [ 1 ] |
| BW                             | Gehöft                 | Dorfstraße 20 (Karte)        |                 | zwei Wohnhäuser (Dorfstraße 20 und Am Markt 10) als Teile eines ehemaligen Gehöfts, Obergeschoß des Hauses Am Markt 10 in Fachwerkbauweise | [ 1 ] |
| BW                             | Gehöft                 | Dorfstraße 28 (Karte)        |                 | Fachwerkwohnhaus und erhaltene Toranlage aus Naturstein eines ehemaligen Gehöfts, nach Umbau und Sanierung beherbergt das Haus seit 2020 die „Akademie für angewandte Musiktherapie Crossen“ | [ 1 ] |
| BW                             | Wohnhaus mit Garten    | Dorfstraße 41 (Karte)        |                 | Wohnhaus in Fachwerkbauweise mit flachen Natursteinsockel und Gartengrundstück | [ 1 ] |
| weitere Bilder Fotos hochladen | Sprottetalbrücke       | K 503 (Karte)                | 1935-1937       | heute nördliche Richtungsfahrbahn der Autobahnbrücke über die Sprotte; 1935 bis 1937 im Zuge des Reichsautobahnbaus errichtetes Brückenbauwerk, 2009-2011 Erneuerung Überbau und Instandsetzung beim 6-streifigen Ausbau der BAB 4, nördlich davon wurde ein Teil des Stützenquerschnitts als Denkmal aufgestellt. | [ 1 ] |
| BW                             | Gehöft                 | Zur Rothenmühle 1, 2 (Karte) |                 | Doppelwohnhaus eines Gehöfts, in Fachwerkbauweise | [ 1 ] |